# منتخب الدنمارك تحت 17 سنة لكرة القدم
منتخب الدنمارك تحت 17 سنة لكرة القدم (بالدنماركية: Danmarks U/17-fodboldlandshold) هو ممثل الدنمارك الرسمي في المنافسات الدولية في كرة القدم في فئة كرة قدم تحت 17 سنة للرجال، يديريه اتحاد الدنمارك لكرة القدم.